# Ксизовский сельсовет
Ксизовский сельсовет — сельское поселение в Задонском районе Липецкой области Российской Федерации.
Административный центр — село Ксизово.

## История
Статус и границы сельского поселения установлены Законом Липецкой области от 23 сентября 2004 года № 126-ОЗ «Об установлении границ муниципальных образований Липецкой области»

## Население
| 2010 | 2012 | 2013 | 2014 | 2015 | 2016 | 2017 |
| ---- | ---- | ---- | ---- | ---- | ---- | ---- |
| 939  | ↘932 | ↘905 | ↘875 | ↗881 | →881 | ↘876 |
| 2018 | 2021 |      |      |      |      |      |
| ↘865 | ↗897 |      |      |      |      |      |

## Состав сельского поселения
| № | Населённый пункт | Тип населённого пункта       | Население |
| - | ---------------- | ---------------------------- | --------- |
| 1 | Балахна          | село                         | ↘313      |
| 2 | Замятино         | село                         | ↘117      |
| 3 | Засновка         | деревня                      | ↘62       |
| 4 | Ксизово          | село, административный центр | ↘382      |
| 5 | Мухино           | деревня                      | 54        |
| 6 | Соловьёвка       | деревня                      | 11        |